# Paranamera malaccensis
Paranamera malaccensis là một loài bọ cánh cứng trong họ Cerambycidae.